# 伊洛潘戈湖
13°40′N 89°03′W / 13.67°N 89.05°W

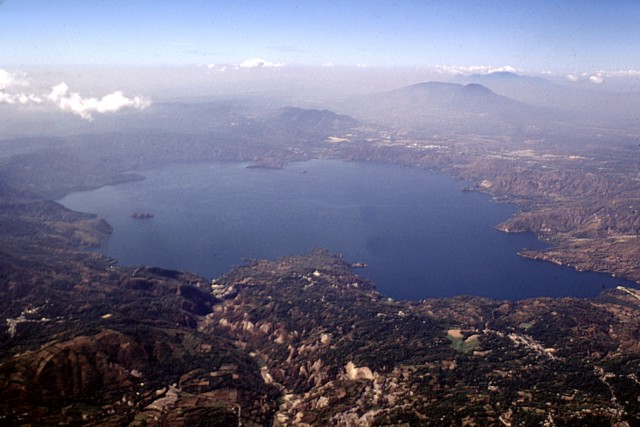

伊洛潘戈湖是薩爾瓦多的火山湖，位於聖薩爾瓦多省、拉巴斯省和庫斯卡特蘭省接壤的邊境，長11公里、寬8公里，面積72平方公里，海拔高度440米，最大水深230米。

## 外部連結
- Global Volcanism Program: Ilopango （页面存档备份，存于）
- Lake Ilopango （页面存档备份，存于） at NASA Earth Observatory website